# South African Open 1992
Il South African Open 1992 è stato un torneo di tennis giocato sul cemento. È stata la 14ª edizione del South African Open,che fa parte della categoria World Series nell'ambito dell'ATP Tour 1992. Si è giocato a Johannesburg in Sudafrica dal 30 marzo al 5 aprile 1992.

## Campioni

### Singolare
Aaron Krickstein ha battuto in finale  Aleksandr Volkov con il punteggio di 6–4, 6–4

### Doppio
Pieter Aldrich /  Danie Visser hanno battuto in finale  Wayne Ferreira /  Piet Norval con il punteggio di 6–4, 6–4